# Strzelanina w Erfurcie

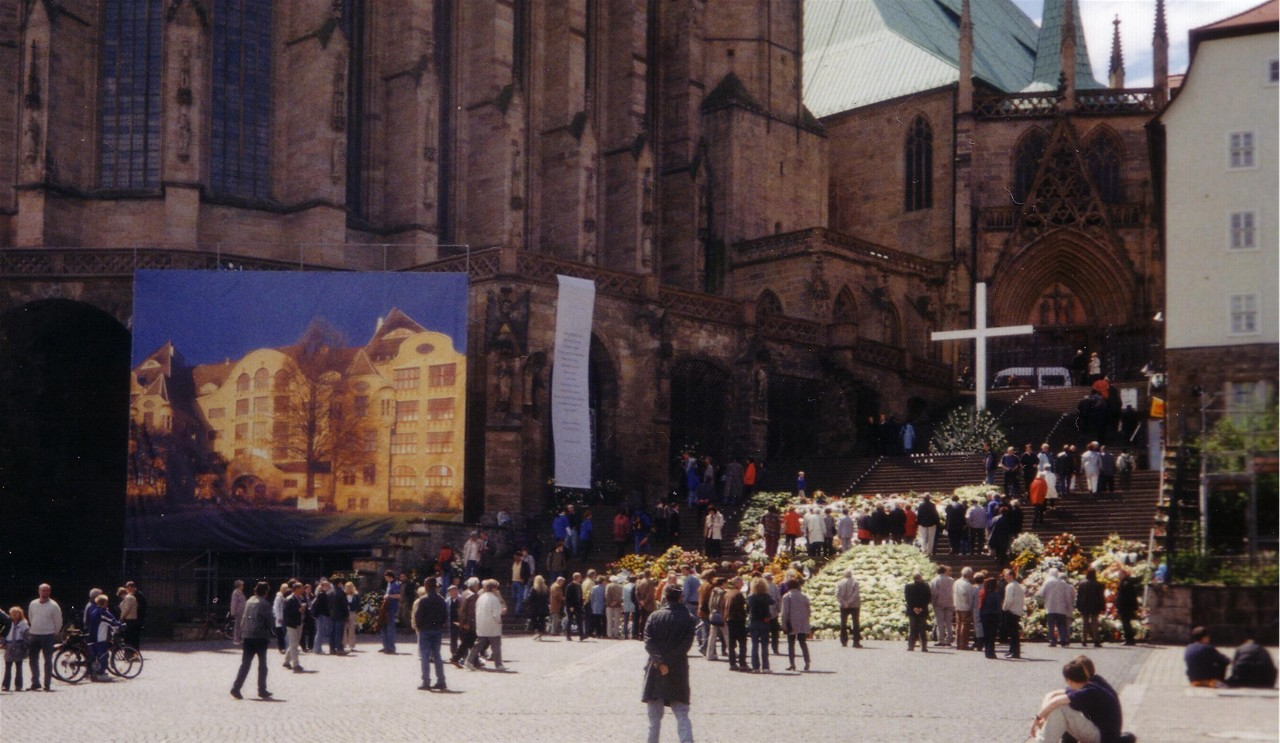
Miejsce pamięci ku czci ofiar strzelaniny przed katedrą w Erfurcie

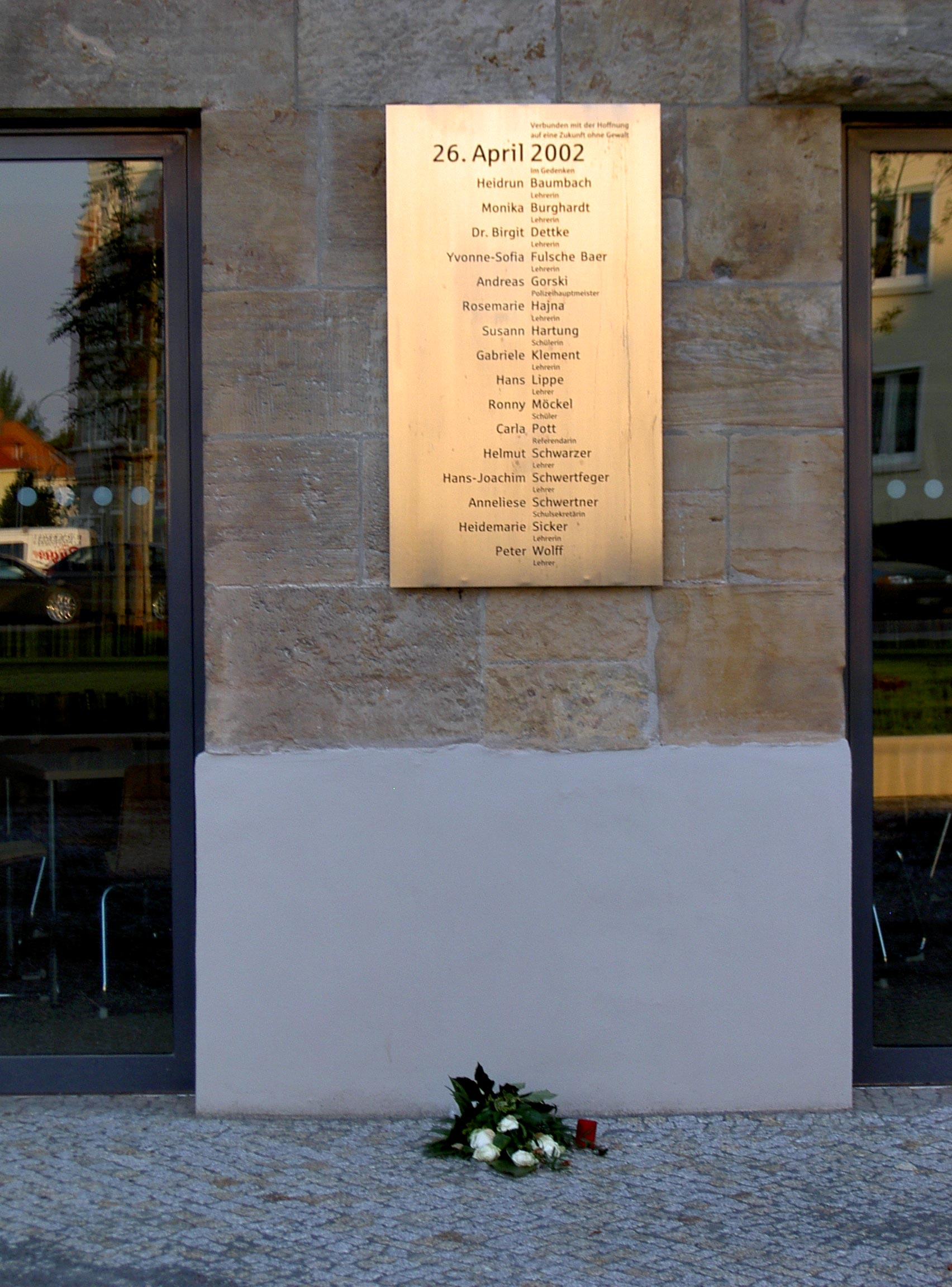
Tablica pamiątkowa

Strzelanina w Erfurcie – strzelanina w szkole, która miała miejsce w piątek 26 kwietnia 2002 roku w Gutenberg-Gymnasium, szkole średniej w Erfurcie w Turyngii w Niemczech. W strzelaninie tej zginęło 16 osób, w tym dwunastu nauczycieli, jedna sekretarka, jeden policjant, jeden uczeń i jedna uczennica; sprawca zdarzenia, Robert Steinhäuser, podczas masakry celujący w nauczycieli, popełnił samobójstwo tuż po dokonaniu tej strzelaniny.

## Sprawca i jego broń
Sprawcą zdarzenia był Robert Steinhäuser, który kilka miesięcy wcześniej został wydalony z Gutenberg-Gymnasium w Erfurcie. Podczas strzelaniny użył on Glocka 17 o kalibrze 9mm kupionego na początku 2001 roku.

## Przebieg masakry
W dniu 26 kwietnia 2002 roku, kiedy odbywała się pisemna matura z matematyki, sprawca wszedł do szkoły uzbrojony w pistolet Glock i strzelbę Mossberg, której ostatecznie nie użył. Wszedł do szkoły o 10:45 z bronią ukrytą w plecaku lub torbie sportowej. W toalecie jego szkoły, gdzie miał schowane również około 500 sztuk amunicji, przebrał się w strój ninja, zamaskował się i rozpoczął strzelaninę około godziny jedenastej. Napastnik najpierw wszedł do sekretariatu, a potem zaczął chodzić od klasy do klasy i strzelać do nauczycieli. Uczniowie później mówili, że zatrzymywał się w wejściu do każdej z sal i celował w nauczycieli i wychodził na korytarz po oddaniu strzałów.
O 11:05 woźny w szkole wezwał policję. O 11:12 pierwsze radiowozy policyjne przyjechały pod szkołę. Sprawca zauważył policjantów i otworzył ogień przez okno szkoły na korytarzu, śmiertelnie raniąc jednego z policjantów. Następnie sprawcę na korytarzu zaczepił nauczyciel Rainer Heise, krzycząc do niego. Steinhäuser odwrócił się i ściągnął maskę, na co Heise odpowiedział: „Strzel do mnie, tylko patrz mi w oczy!” (Drück ab! Wenn du mich jetzt erschießt, dann guck mir in die Augen!). Steinhäuser zawahał się, po czym odpowiedział: „Na dziś wystarczy, panie Heise.” (Für heute reicht’s, Herr Heise.). W tym momencie Heise wepchnął go do najbliższej klasy. Krótko po tym wydarzeniu Steinhäuser popełnił samobójstwo. W masakrze zginęło 17 osób (w tym sprawca).

## Reakcje
Po ataku krytykowano szkołę m.in. za brak poinformowania rodziców sprawcy o tym, że ich syn został wyrzucony parę miesięcy wcześniej ze szkoły. Rodzice napastnika nie mieli pojęcia o tym, że został wyrzucony i powiedzieli, że co ranka wychodził z domu tak jakby chodził do szkoły.
Zaczęto się też zastanawiać nad wpływem brutalnych filmów i gier komputerowych na młodzież. Odkryto, że sprawca miał w swoim domu brutalne filmy na kasetach oraz był fanem gier-strzelanek. Po ataku uchwalono nawet specjalną ustawę mającą chronić młode osoby przed niewłaściwymi dla ich wieku treściami.
Podniesiono także wiek od którego można legalnie przynależeć do klubów strzeleckich w Niemczech. Przed masakrą można było przynależeć do nich już od 18 lat, a prawo zmieniono by można było należeć do nich dopiero od 21. roku życia i wprowadzono restrykcje w posiadaniu broni palnej dla osób poniżej 25 lat. Zakazane zostały także strzelby typu pump-action.

## Lista ofiar
(Na podstawie materiału źródłowego)
1. Gabriele Clement (lat 43) – nauczycielka języka niemieckiego i plastyki
2. Heidrun Baumbach (lat 58) – nauczycielka historii i języka niemieckiego
3. Monika Burghardt (lat 49) – nauczycielka języka niemieckiego
4. Birgit Dettke (lat 41) – nauczycielka plastyki
5. Yvonne Fulsche-Baer (lat 38) – nauczycielka języka francuskiego
6. Andreas Gorski (lat 39) – policjant
7. Rosemarie Hajna (lat 54) – dyrektorka gimnazjum
8. Susann Hartung (lat 14) – uczennica
9. Hans Lippe (lat 49) – nauczyciel biologii i chemii
10. Ronny Möckel (lat 15) – uczeń
11. Carla Pott (lat 27) – stażystka
12. Helmut Schwarzer (lat 54) – nauczyciel matematyki i fizyki
13. Hans-Joachim Schwertfeger (lat 44) – nauczyciel
14. Anneliese Schwertner (lat 39) – sekretarka szkolna
15. Heidemarie Sicker (lat 59) – nauczycielka
16. Robert Steinhäuser (lat 19) – sprawca strzelaniny
17. Peter Wolff (lat 60) – nauczyciel fizyki i matematyki

Podczas śledztwa wykazano szereg braków w zabezpieczeniach szkoły. Później, na podstawie zdobytego doświadczenia, niemiecka policja lepiej poradziła sobie ze strzelaninami w Monachium czy w Winnenden.